# Volodja Semitjov
Vladimir "Volodja" Semitjov, född 14 juli (1 juli enligt g.s.) 1912 i Sankt Petersburg, Kejsardömet Ryssland, död 10 januari 1985 i Sankt Görans församling, Stockholm, var en svensk journalist och manusförfattare. Han var son till Vladimir Semitjov och bror till Eugen Semitjov.
Semitjov arbetade som journalist vid Dagens Nyheter. För DN bevakade han andra världskriget i Polen och Finland samt händelserna i Mellanöstern 1948 som ledde till staten Israels bildande. Han övergick på 1950-talet till filmen som manusförfattare. Semitjov har även översatt verk av Ilja Ehrenburg, Vera Inber och Konstantin Simonov till svenska. Han är begravd på Lidingö kyrkogård.

### Utgivare
- Leva i fred : forum för svensk fredsopinion. Stockholm: Leva i fred. 1951-1952:6/8. Libris 3172977 - Tillsammans med Bertil Schütt och Hans Göran Franck.
- Semitjov, Vladimir (1982). Viktor Somovs dagbok : Ryssland - från drömmar till mardröm  / presenterad av Volodja och Eugen Semitjov ; [övers. från de ryska dagböckerna av Volodja Semitjov, pseudonym för Vladimir Semitjov]. Stockholm: Askild & Kärnekull. Libris 7437457. ISBN 91-582-0291-9

### Översättningar
- Ehrenburg, Ilja Grigorjevitj (1944). Paris fall. Stockholm: Bonnier. Libris 1395752
- Inber, Vera Michajlovna (1945). Månens död : noveller. Gula serien. Stockholm: Bonnier. Libris 1408441
- Simonov, Konstantin (1945). Dagar och nätter : roman. Stockholm: Bonnier. Libris 1427020
- Inber, Vera Michajlovna (1946). Dagbok från Leningrad. Stockholm: Bonnier. Libris 1408440
- Ehrenburg, Ilja Grigorjevitj (1960). Tjechov läst på nytt. Stockholm: Tiden. Libris 11872
- Ehrenburg, Ilja Grigorjevitj (1962). I livets ström : människor, minnen, år. Stockholm: Tiden. Libris 8211369
- Ehrenburg, Ilja Grigorjevitj (1962). Minnen : omvälvningar, utblickar, återspeglingar. Stockholm: Tiden. Libris 8211370

## Filmografi

### Filmmanus i urval
- 1950 – Sång till friheten
- 1951 – Kvinnan bakom allt
- 1951 – Hon dansade en sommar
- 1954 – Ung sommar
- 1954 – Flicka utan namn
- 1955 – Blockerat spår
- 1956 – Tarps Elin
- 1958 – Sjutton år
- 1964 – Blåjackor
- 1964 – Wild West Story
- 1965 – Här kommer bärsärkarna
- 1967 – En sån strålande dag
- 1972 – Mannen från andra sidan
- 1985 – Mask of Murder

### Filmografi roller
- 1972 – Mannen som slutade röka

### Regi
- 1950 – Sång till friheten